# Gare de Gentbrugge
La gare de Gentbrugge (en néerlandais : station Gentbrugge) est une gare ferroviaire belge de la ligne 58, de Y Est Triangle Ledeberg à Eeklo, située à Gentbrugge, section de la ville de Gand, dans la province de Flandre-Orientale en Région flamande.
Elle est mise en service en 1972 par la Société nationale des chemins de fer belges (SNCB). C'est un arrêt sans personnel desservi par des trains Suburbains (S) (S51 et S53) et d'Heure de pointe (P).

## Situation ferroviaire
Établie à 6 mètres d'altitude, la gare de Gentbrugge est située au point kilométrique (PK) 0,800 de la ligne 58, de Y Est Triangle Ledeberg à Eeklo, entre l'embranchement Est Triangle Ledeberg et la gare ouverte de Gand-Dampoort. C'est la première gare ouverte de la ligne.

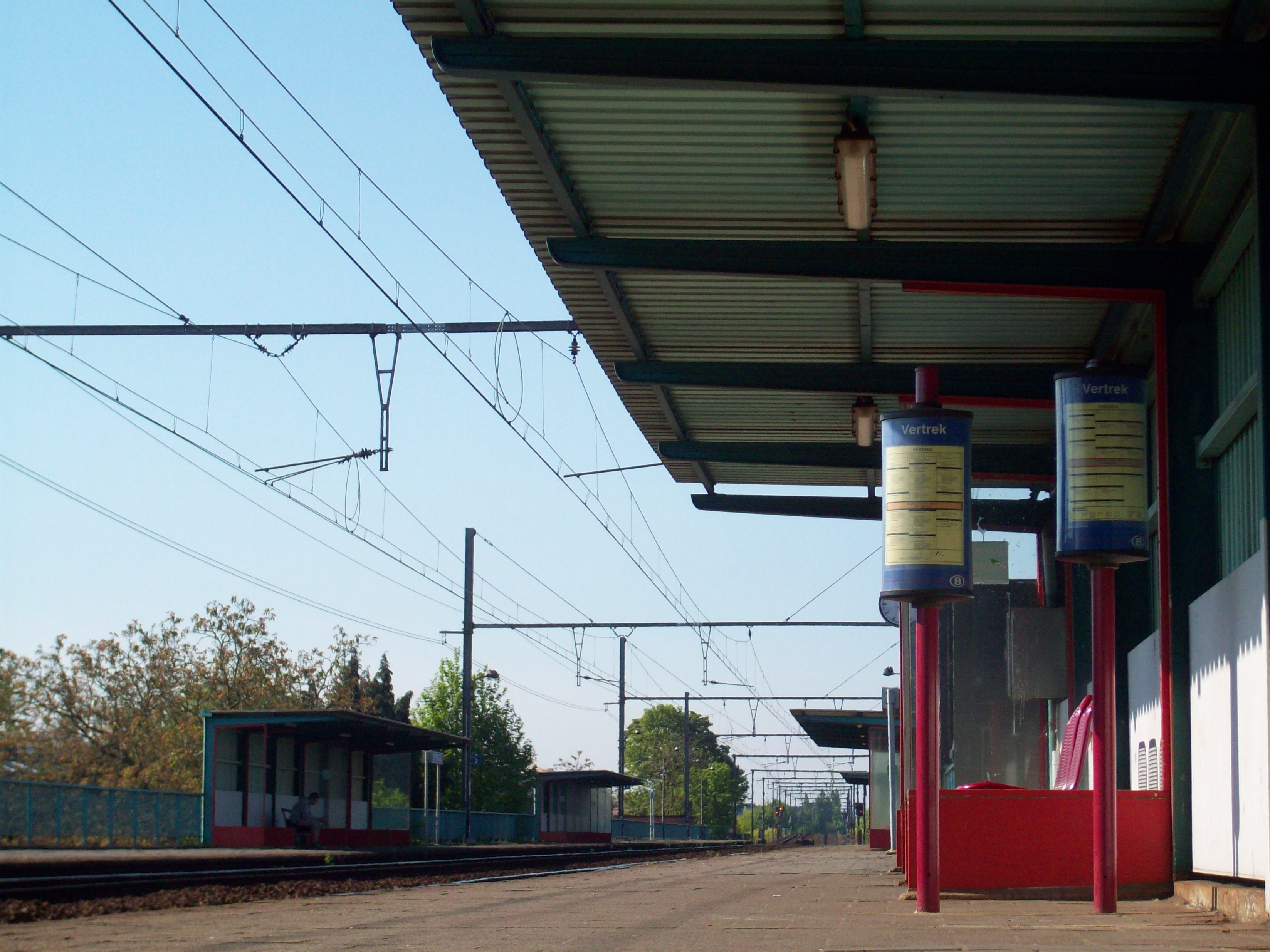
Intérieur de l'arrêt.

## Histoire
La nouvelle station de Gentbrugge est mise en service en 1972 par la Société nationale des chemins de fer belges (SNCB). Elle remplace les anciennes gares de Gentbrugge (Nord) et Gentbrugge (Sud).

## Service des voyageurs

### Accueil
Halte SNCB, c'est un point d'arrêt non géré à accès libre. Il dispose de deux quais avec abris.

### Desserte
Gentbrugge est desservie par des trains Suburbains (S) et d'Heure de pointe (P) de la Société nationale des chemins de fer belges (SNCB) qui effectuent des missions sur la ligne non électrifiée 58 (Gand - Eeklo) et sur la ligne 59 (Gand - Anvers) (voir brochures SNCB).
En semaine, la desserte comprend deux dessertes cadencées toutes les heures et quelques trains supplémentaires :
- des trains S51 entre Renaix et Eeklo ;
- des trains S53 entre Gand-Saint-Pierre et Lokeren ;
- un unique train P de Saint-Nicolas à Schaerbeek le matin (ce train est le seul passant par Gentbrugge qui ne dessert pas Gand-Saint-Pierre car il emprunte un raccordement vers Merelbeke) ;
- une paire de trains S51 supplémentaires (un dans chaque sens) entre Eeklo et Gand-Saint-Pierre (le matin) et une desserte identique l’après-midi ;
- un unique train P de Schaerbeek à Saint-Nicolas, l’après-midi (afin d’éviter un rebroussement, ce train ne dessert pas Gand-Saint-Pierre).

Les week-ends et jours fériés, il existe deux dessertes cadencées chaque heure
- des trains S51 entre Renaix et Eeklo ;
- des trains S53 entre Gand-Saint-Pierre et Anvers-Central.

### Intermodalité
Un parc pour les vélos et un parking pour les véhicules y sont aménagés.

## Comptage voyageurs
Ce graphique et tableau montre le nombre de voyageurs embarquant en moyenne durant la semaine, le samedi et le dimanche.
| Nombre de passagers qui embarquent à la gare de Gentbrugge | Nombre de passagers qui embarquent à la gare de Gentbrugge | Nombre de passagers qui embarquent à la gare de Gentbrugge | Nombre de passagers qui embarquent à la gare de Gentbrugge |
|                                                            | Semaine                                                    | Samedi                                                     | Dimanche                                                   |
| ---------------------------------------------------------- | ---------------------------------------------------------- | ---------------------------------------------------------- | ---------------------------------------------------------- |
| 1977                                                       | 447                                                        | 31                                                         | 12                                                         |
| 1978                                                       | 433                                                        | 16                                                         | 17                                                         |
| 1979                                                       | 431                                                        | 16                                                         | 13                                                         |
| 1980                                                       | 461                                                        | 14                                                         | 15                                                         |
| 1981                                                       | 650                                                        | 21                                                         | 18                                                         |
| 1982                                                       | 429                                                        | 19                                                         | 8                                                          |
| 1983                                                       | 308                                                        | 15                                                         | 9                                                          |
| 1984                                                       | 213                                                        | -                                                          | 15                                                         |
| 1985                                                       | 174                                                        | 14                                                         | 17                                                         |
| 1986                                                       | 214                                                        | 22                                                         | 14                                                         |
| 1987                                                       | 168                                                        | 10                                                         | 13                                                         |
| 1988                                                       | 183                                                        | 20                                                         | 15                                                         |
| 1989                                                       | 189                                                        | 15                                                         | 24                                                         |
| 1990                                                       | 125                                                        | 24                                                         | 11                                                         |
| 1991                                                       | 126                                                        | 36                                                         | 23                                                         |
| 1992                                                       | 184                                                        | 27                                                         | 24                                                         |
| 1993                                                       | 189                                                        | 51                                                         | 50                                                         |
| 1994                                                       | 235                                                        | 17                                                         | 9                                                          |
| 1995                                                       | 234                                                        | 12                                                         | 17                                                         |
| 1996                                                       | 287                                                        | 25                                                         | 14                                                         |
| 1997                                                       | 258                                                        | 31                                                         | 25                                                         |
| 1998                                                       | 283                                                        | 23                                                         | 12                                                         |
| 1999                                                       | 295                                                        | 12                                                         | 9                                                          |
| 2000                                                       | 345                                                        | 17                                                         | 18                                                         |
| 2001                                                       | 318                                                        | 18                                                         | 12                                                         |
| 2002                                                       | 357                                                        | 19                                                         | 13                                                         |
| 2003                                                       | 358                                                        | 20                                                         | 8                                                          |
| 2004                                                       | 329                                                        | 19                                                         | 15                                                         |
| 2005                                                       | 397                                                        | 26                                                         | 18                                                         |
| 2006                                                       | 461                                                        | 24                                                         | 15                                                         |
| 2007                                                       | 440                                                        | 34                                                         | 26                                                         |
| 2008                                                       | -                                                          | -                                                          | -                                                          |
| 2009                                                       | 482                                                        | 29                                                         | 22                                                         |
| 2010                                                       | -                                                          | -                                                          | -                                                          |
| 2011                                                       | -                                                          | -                                                          | -                                                          |
| 2012                                                       | 517                                                        | 44                                                         | 36                                                         |
| 2013                                                       | 504                                                        | 33                                                         | 31                                                         |
| 2014                                                       | 553                                                        | 56                                                         | 43                                                         |
| 2015                                                       | 377                                                        | 37                                                         | 25                                                         |
| 2016                                                       | 327                                                        | 41                                                         | 24                                                         |
| 2017                                                       | 299                                                        | 43                                                         | 31                                                         |
| 2018                                                       | 480                                                        | 149                                                        | 97                                                         |
| 2019                                                       | 460                                                        | 166                                                        | 69                                                         |
| 2020                                                       | 317                                                        | 137                                                        | 89                                                         |
| 2021                                                       | -                                                          | -                                                          | -                                                          |
| 2022                                                       | 447                                                        | 188                                                        | 144                                                        |
| 2023                                                       | 313                                                        | 209                                                        | 165                                                        |
| 2024                                                       | 417                                                        | 270                                                        | 139                                                        |

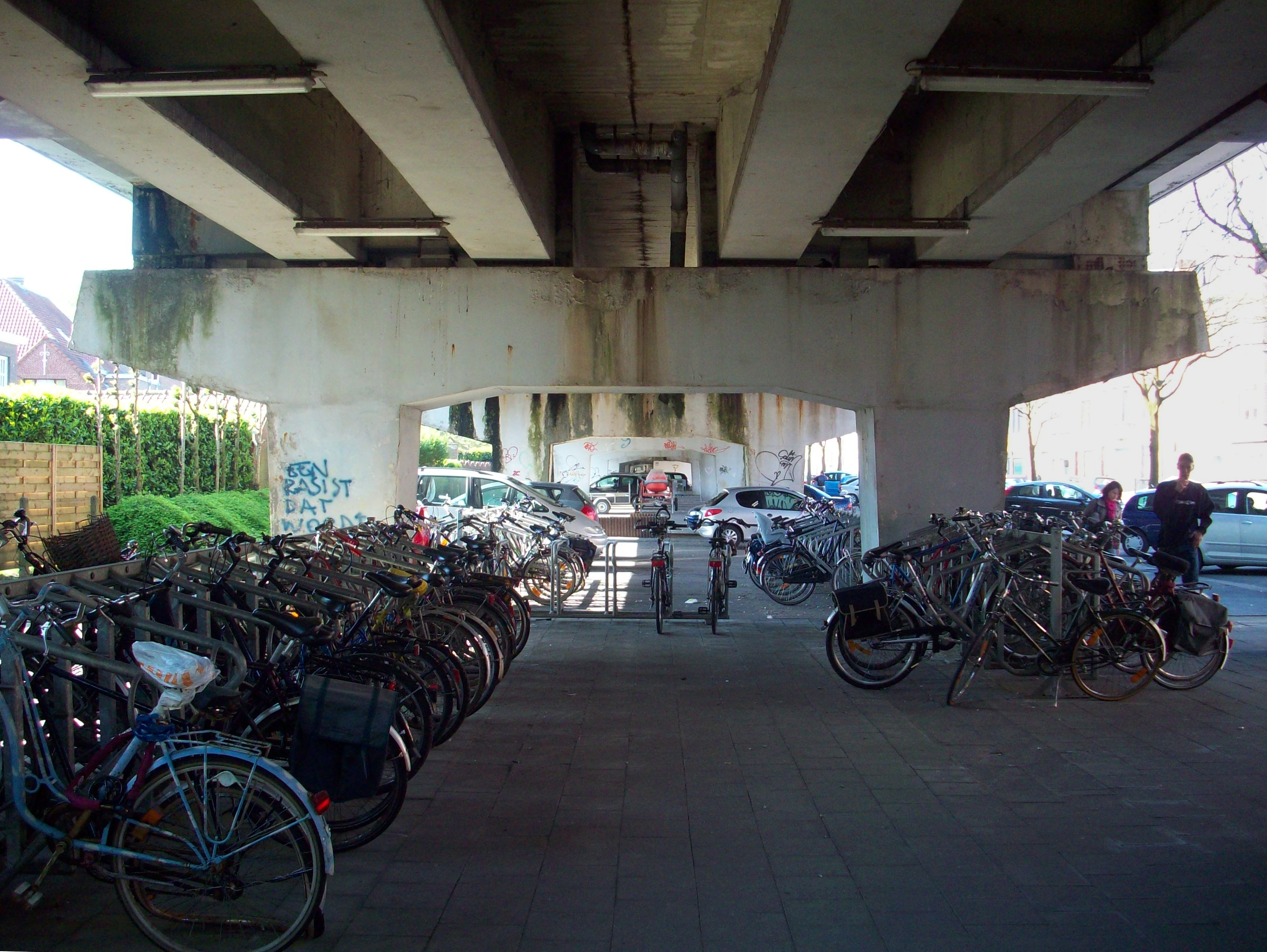
Parc à vélos.
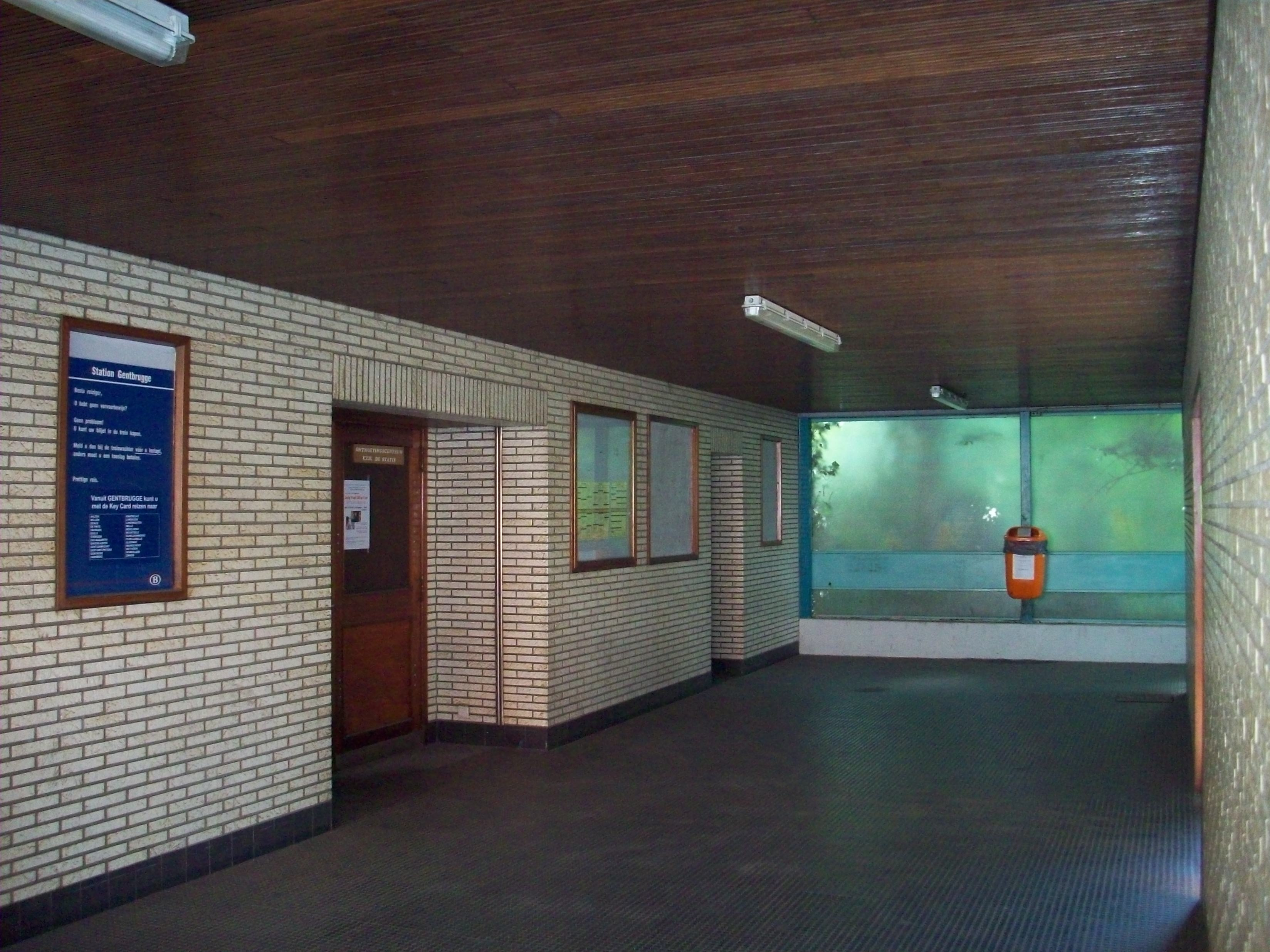
Ancien bâtiment.
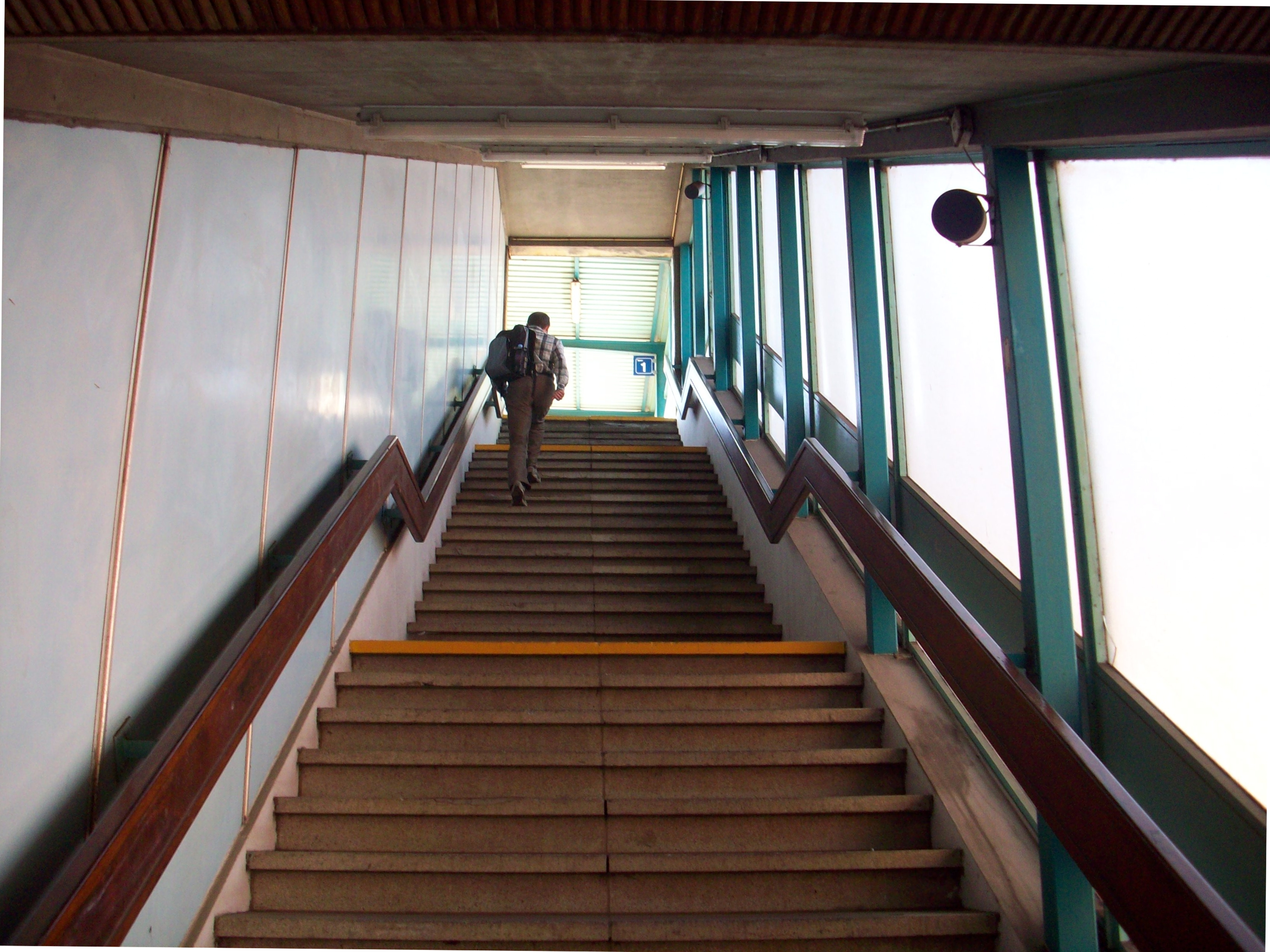
Accès à l'un des quais.
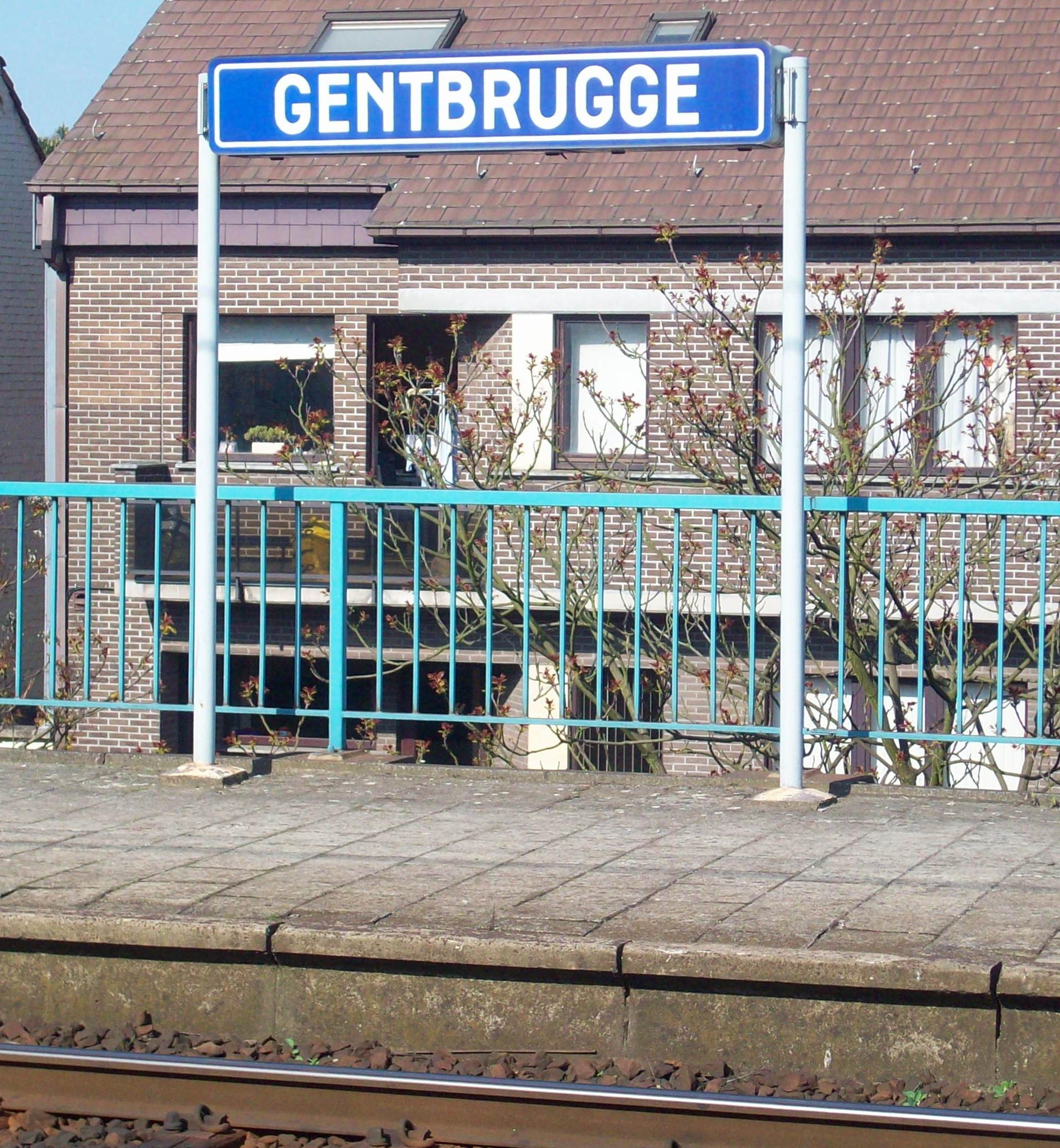
Panneau de quai.